# Jaraguá do Sul
Jaraguá do Sul est une ville brésilienne du nord de l'État de Santa Catarina. Peuplée par des immigrants en provenance de Hongrie, de Pologne et surtout d'Allemagne, Jaraguá est la ville de Santa Catarina qui a connu la plus forte croissance économique ces dernières années avec d'importantes industries y ayant installé leur siège social comme WEG, un des principaux fabricants de moteurs électriques mondiaux. La ville de Jaraguá do Sul possède un des plus forts indices de développement humain du Brésil[réf. nécessaire].

## Géographie

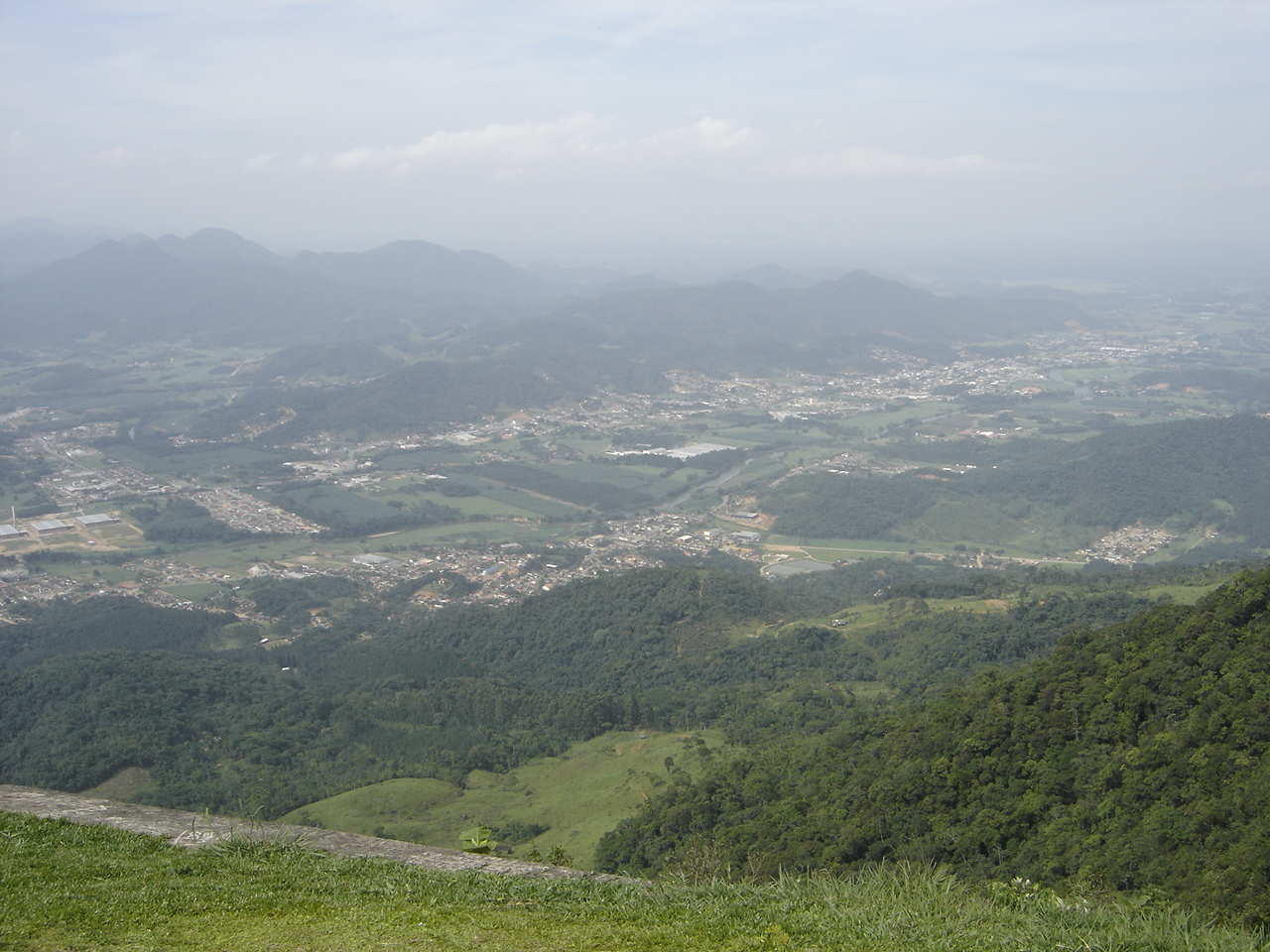
Jaraguá do Sul vue depuis le sommet du Morro da Boa Vista.

Jaraguá do Sul se situe à une altitude de 30 mètres.
Sa population était de 143 206 habitants au recensement de 2010. La municipalité s'étend sur 533 km2.
Elle fait partie de la microrégion de Joinville, dans la mésorégion nord de Santa Catarina.
Le fleuve Itapocu est le principal cours d'eau de la municipalité. Il compte pour affluents principaux les rivières Jaraguá et Itapocuzinho.

### Villes voisines
Jaraguá do Sul est voisine des municipalités (municípios) suivantes :
- São Bento do Sul
- Campo Alegre
- Joinville
- Schroeder
- Guaramirim
- Massaranduba
- Blumenau
- Pomerode
- Rio dos Cedros
- Corupá

## Drapeau
Le drapeau de la municipalité brésilienne de Jaraguá do Sul fut institué le 14 octobre 1969. Il est formé d'une croix blanche centrale symbolisant la foi chrétienne de la population locale. Elle sépare le drapeau en quatre parties rouges et vertes. La couleur rouge symbolise les industries de la municipalité et la couleur verte représente les forêts et l'agriculture. Il démontre également le sentiment d'espoir de la population de la municipalité. Le blason au centre de la croix représente le gouvernement municipal.

## Administration
La municipalité est constituée d'un seul district, siège du pouvoir municipal.

## Culture
De par les origines géographiques de sa population historique, s'explique l'influence de la fête traditionnelle de la fête de tir.

## Sport
La ville comporte un club de football évoluant en 1re division dans le championnat de Santa Catarina, le Grêmio Esportivo Juventus, qui évolue au Stade João-Marcatto.

## Personne
- Aloísio Sebastião Boeing (1913-2006), vénérable